# Anthony Albanese
Anthony Norman Albanese, född 2 mars 1963 i Darlinghurst, Sydney, New South Wales, är en australisk politiker som är Australiens premiärminister sedan den 23 maj 2022 och partiledare för Australiens arbetarparti (Labor) sedan den 30 maj 2019. Albanese var vice premiärminister under andra Rudd-regeringen år 2013, samt minister i Rudd- och Gillard-regeringarna från 2007 till 2013.
Albanese föddes i Sydney till en irländsk-australisk mor och en italiensk far. Han gick på St Mary's Cathedral College, innan han började studera ekonomi vid University of Sydney. Han gick med i Labor som student, och innan han valdes in i parlamentet arbetade han som partitjänsteman. Albanese valdes in i Representanthuset i valet 1996, där han valdes in i Grayndler, New South Wales.
Efter Labors valseger 2007 utsågs Albanese till "Leader of the House" och utnämndes till minister för regional utveckling och lokalförvaltning samt minister för infrastruktur och transport. Under den efterföljande maktkampen mellan Kevin Rudd och Julia Gillard åren 2010 till 2013, gick Albanese ut offentligt och var kritisk till bådas beteende och krävde enighet inom partiet. Efter att han stöttade Rudd i den slutliga omröstningen om presidentskapet mellan de två kandidaterna i juni 2013, valdes han till vicepresident i Labor samt valdes in som vice premiärminister dagen därpå.
Efter Labours nederlag i valet 2013 ställde Albanese upp mot Bill Shorten i det efterföljande Labour-presidentvalet, där han förlorade. Efter Labours tredje raka nederlag i valet 2019 avgick Shorten och Albanese utsågs till ny ledare för partiet i brist på en motkandidat.
I valet 2022 ledde Albanese Labor till seger över den sittande premiärministern Scott Morrison, och blev därmed den fjärde Labor-ledaren sedan andra världskriget, som i opposition blivit vald till premiärminister. Han svors in den 23 maj 2022.